# Église Saint-Jacques de Locquirec
L'église Saint-Jacques de Locquirec est l'église paroissiale de Locquirec, en France.

## Légende
Selon la légende, saint Jacques aurait débarqué à Locquirec, ce qui expliquerait pourquoi il est devenu le patron de la paroisse, remplaçant saint Guirec :

« [À Locquirec] un jour ou peut-être une nuit, les marins de cette côte virent une barque étrange qui avait la forme d'un pétrin et qui avançait entourée d'un nuage lumineux. Elle arriva en face de la rive, contre vents et marées, sans voiles, sans hommes, sans timon. Quand elle accosta, les gens s'en approchèrent et ils virent couchés au fond de la barque le corps d'un homme vêtu de l'habit du pèlerin. Les marins qui avaient voyagé reconnurent saint Jacques et dirent : c'est saint Jacques d'Espagne ou de Turquie, qui vient faire des miracles dans notre paroisse. Recevons-le avec respect car Kirek [Guirec] devient très vieux. »

D'autres versions de cette légende font débarquer saint Jacques à Sarzeau, ou encore sur la Vilaine, entre Fégréac et Rieux. Dans la réalité, la substitution de Kirek ou Guirec, saint breton qui était le patron initial de la paroisse par saint Jacques date du IXe siècle après le pillage des Normands et aurait été décidé par les Hospitaliers de l'ordre de Saint-Jean de Jérusalem de la commanderie du Palacret, dont dépendait alors la trève de Locquirec.

## Description
Le clocher de l'église date de 1634 ; « le retable du maître-autel porte en haut-relief des scènes de la Passion d'une exécution très archaïque et ayant le caractère du XVe siècle ».

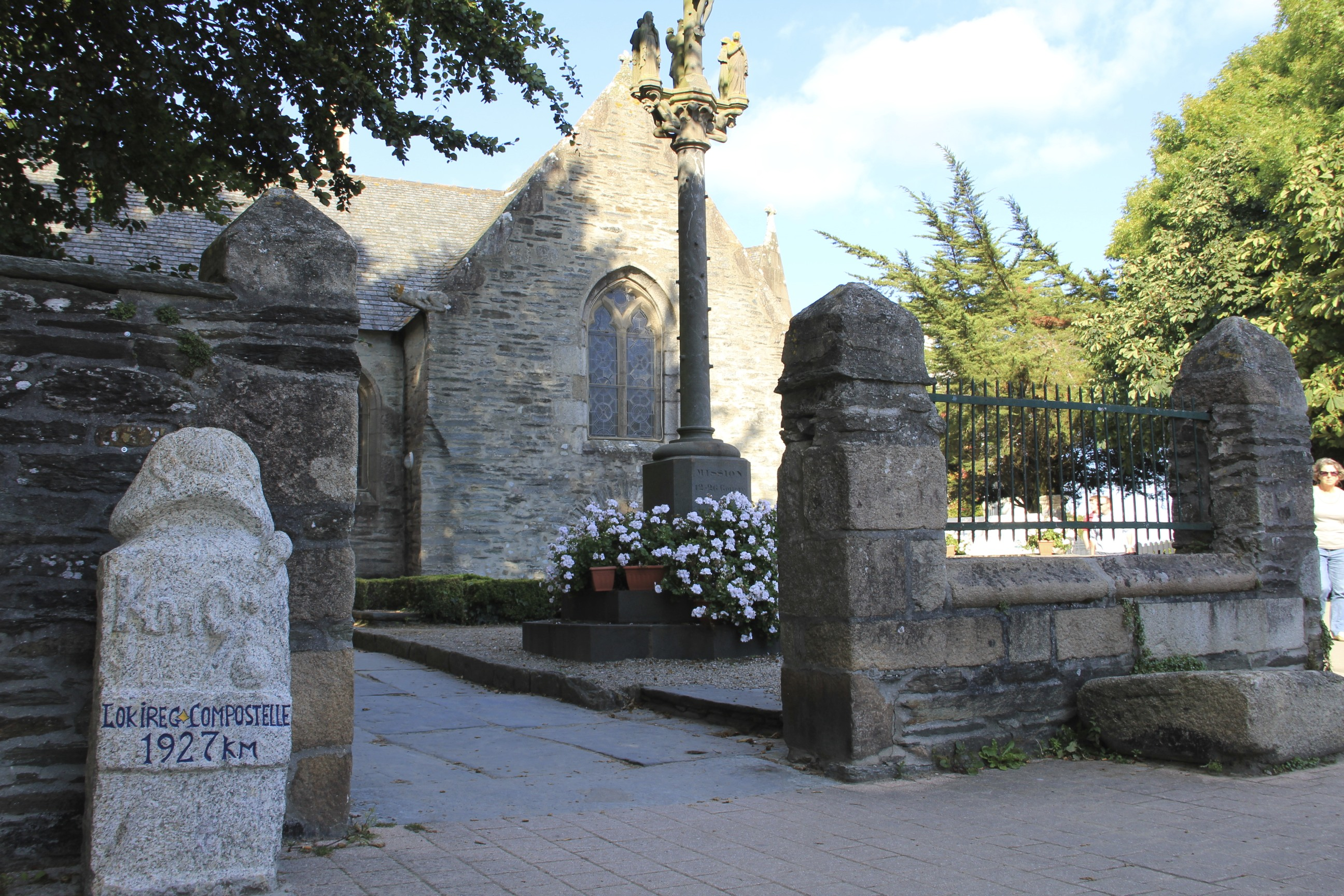
Locquirec : l'entrée de l'enclos paroissial
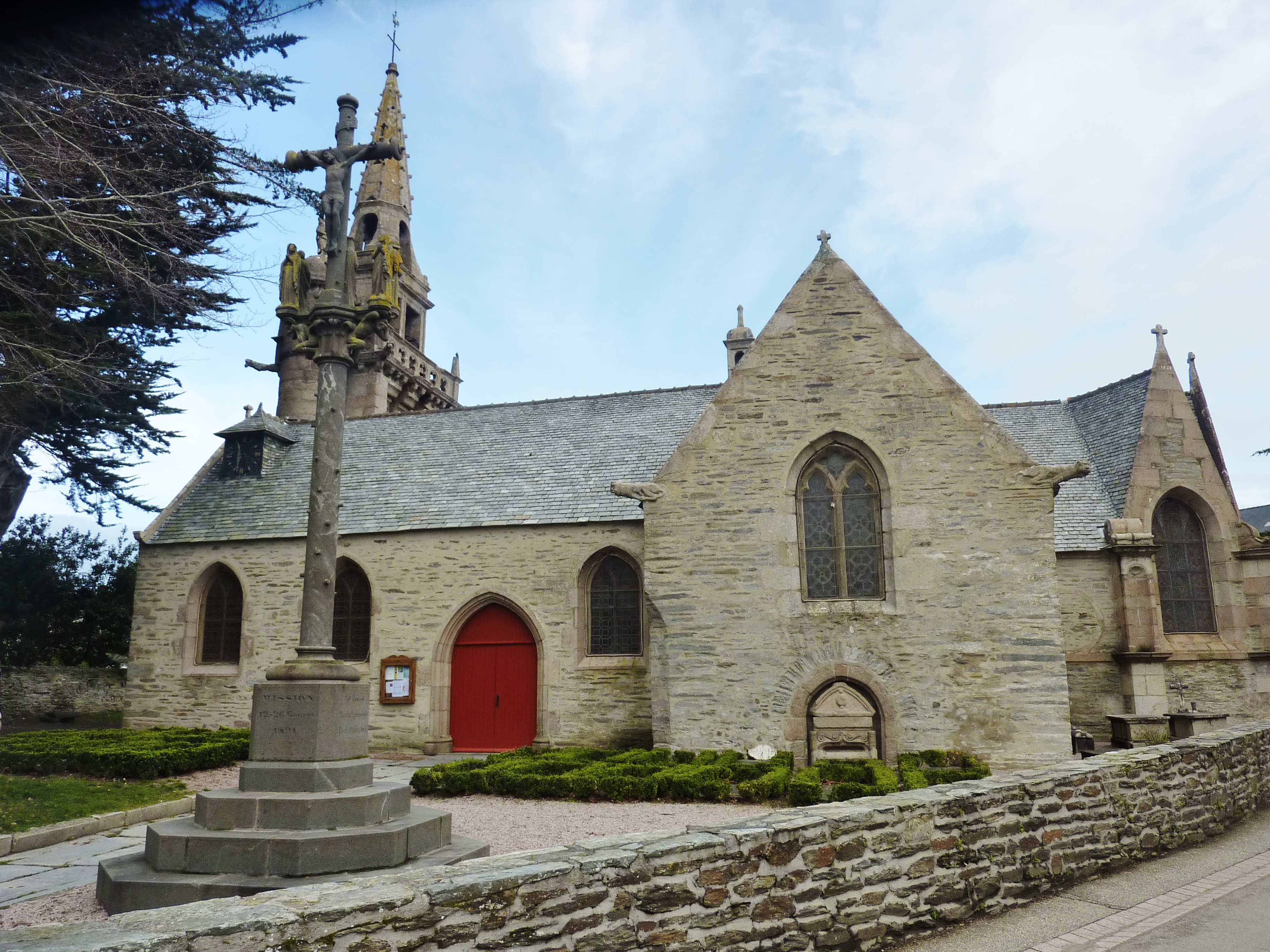
Locquirec : l'église paroissiale Saint-Jacques et son calvaire
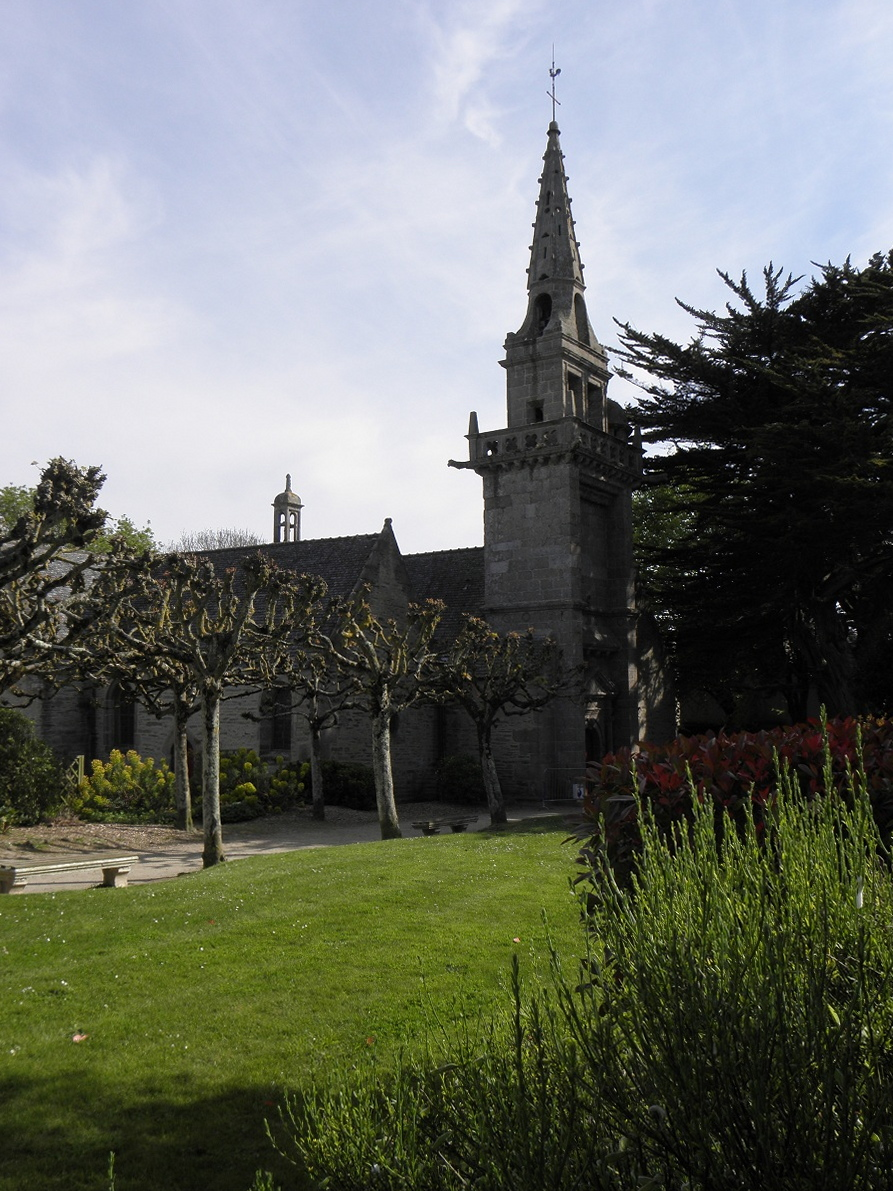
Locquirec : l'église paroissiale Saint-Jacques, vue méridionale
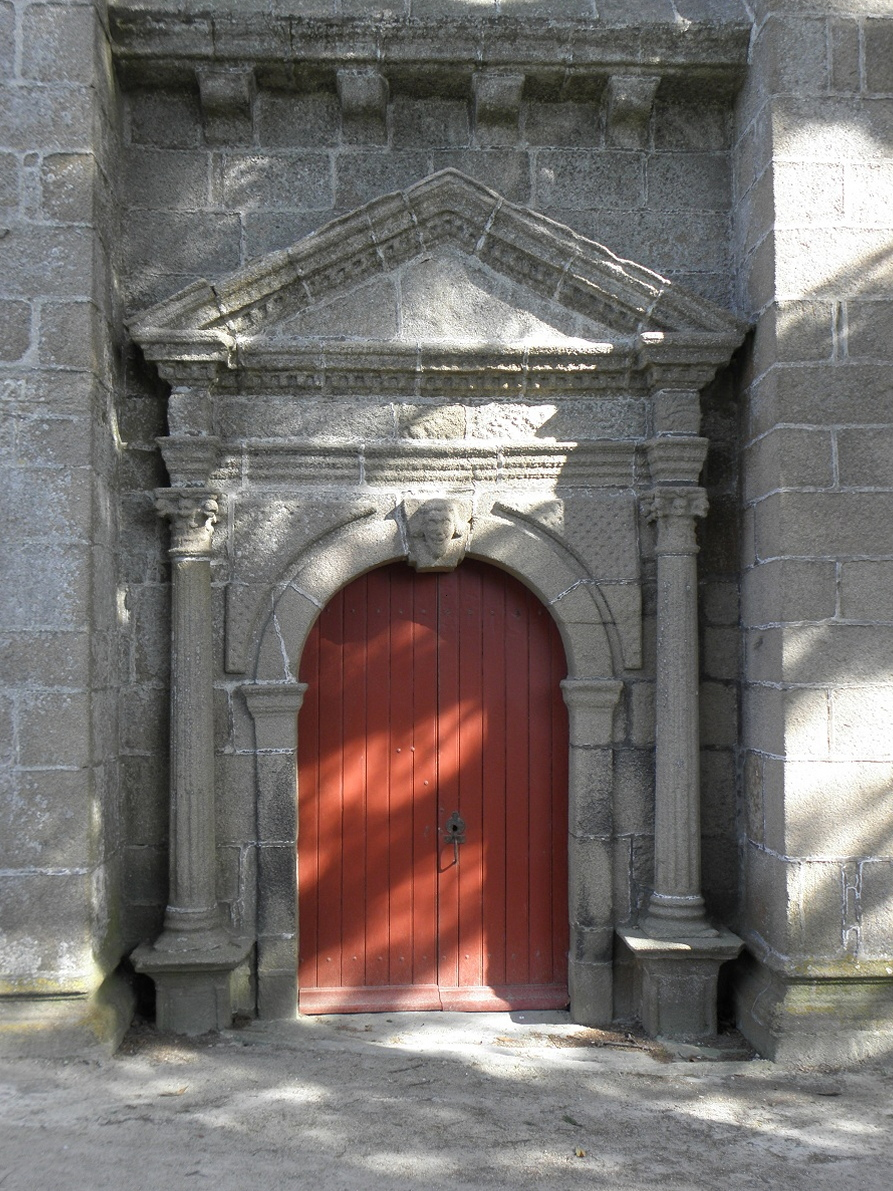
Locquirec : l'église paroissiale Saint-Jacques, portail occidental
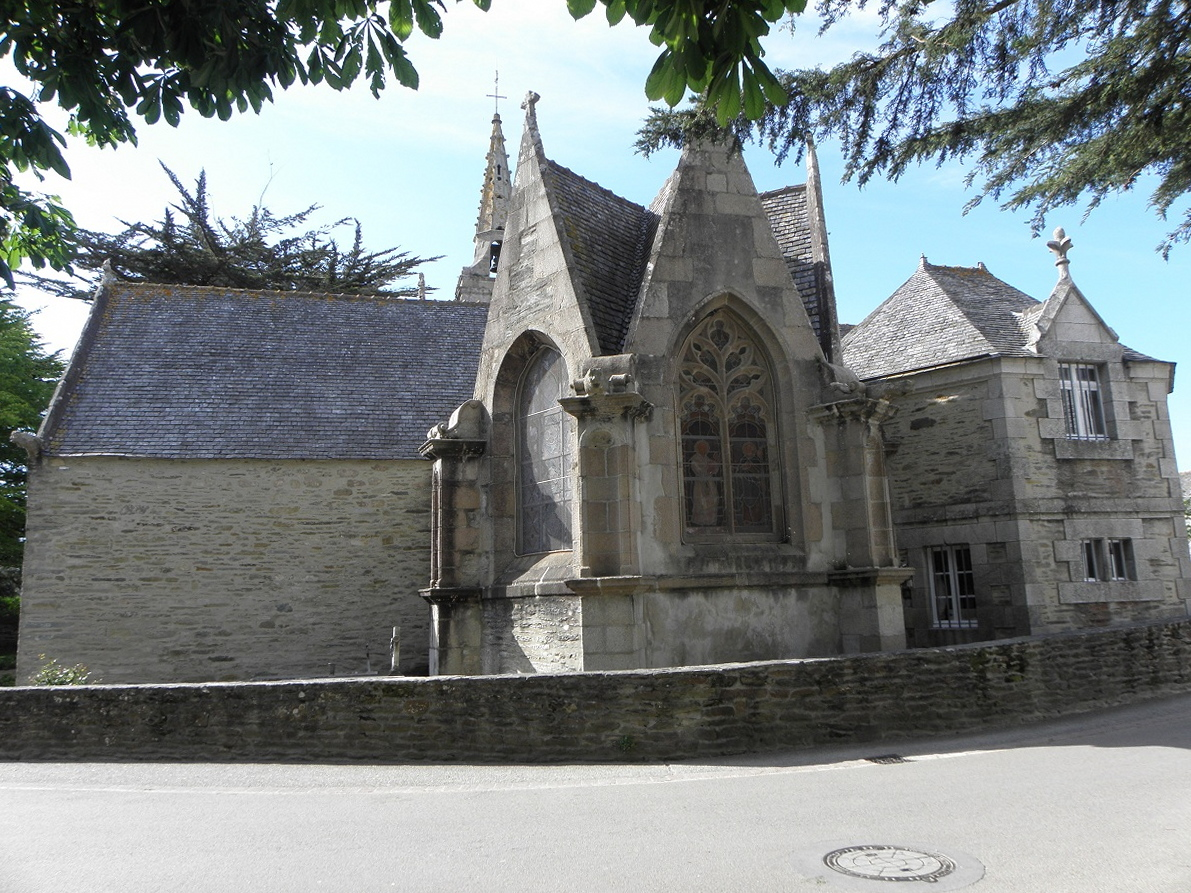
Locquirec : l'église paroissiale Saint-Jacques, le chevet 1
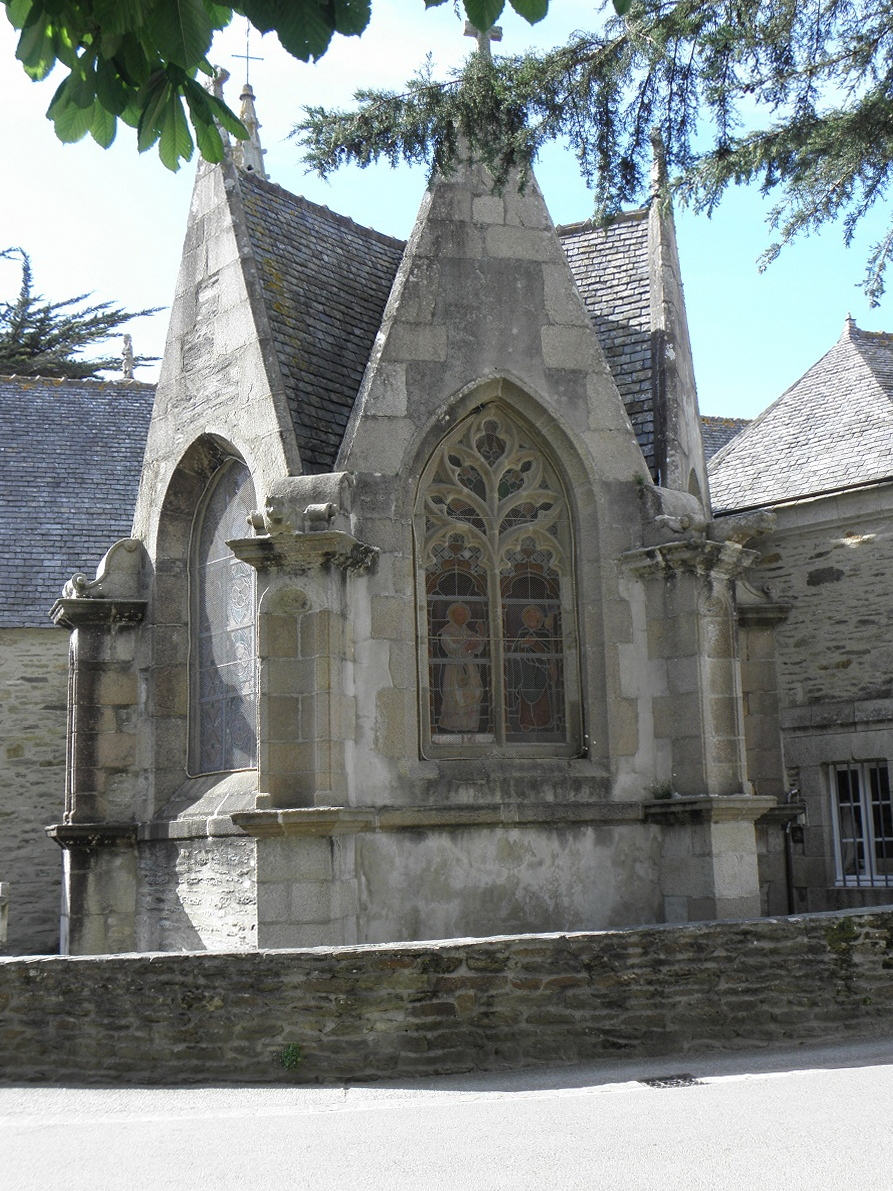
Locquirec : l'église paroissiale Saint-Jacques, le chevet 2 (détail)
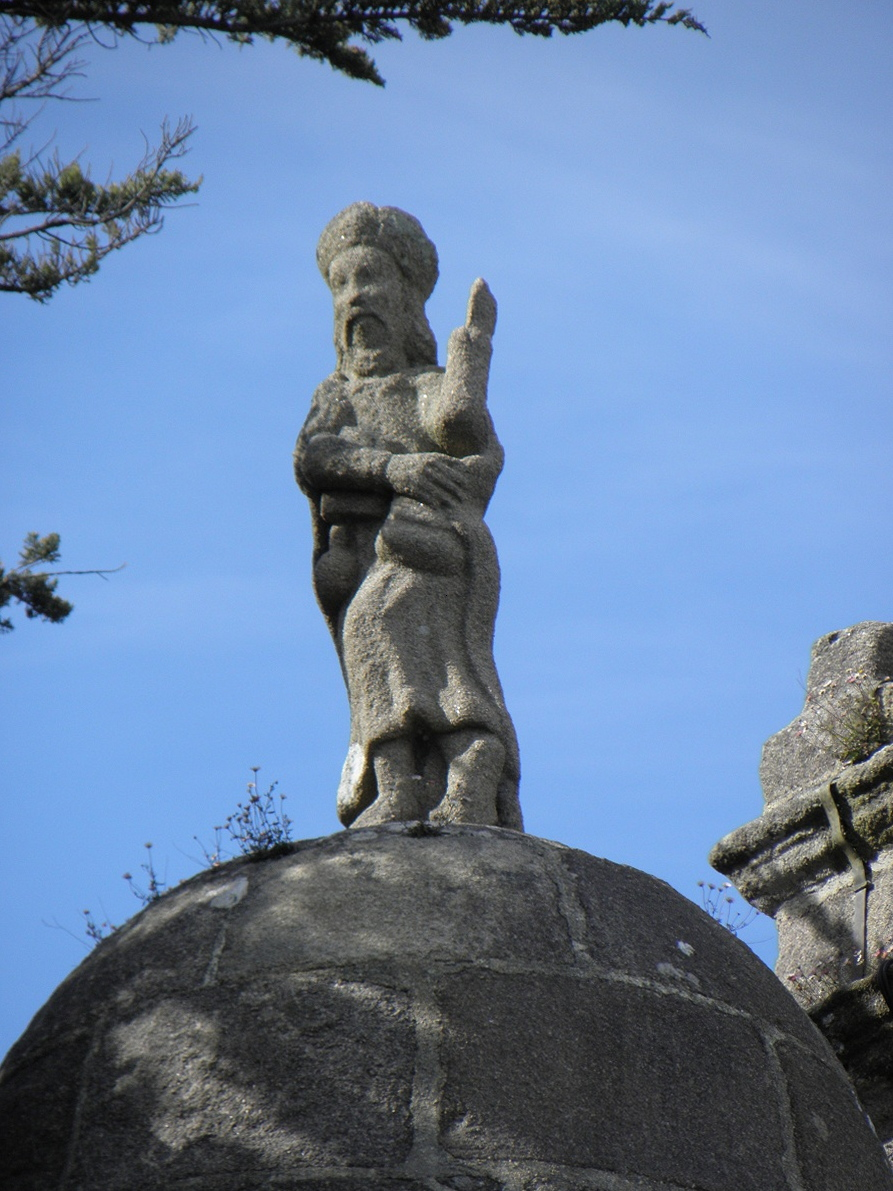
Locquirec : l'église paroissiale Saint-Jacques, statue de saint Jacques coiffant la tourelle d'escalier du clocher
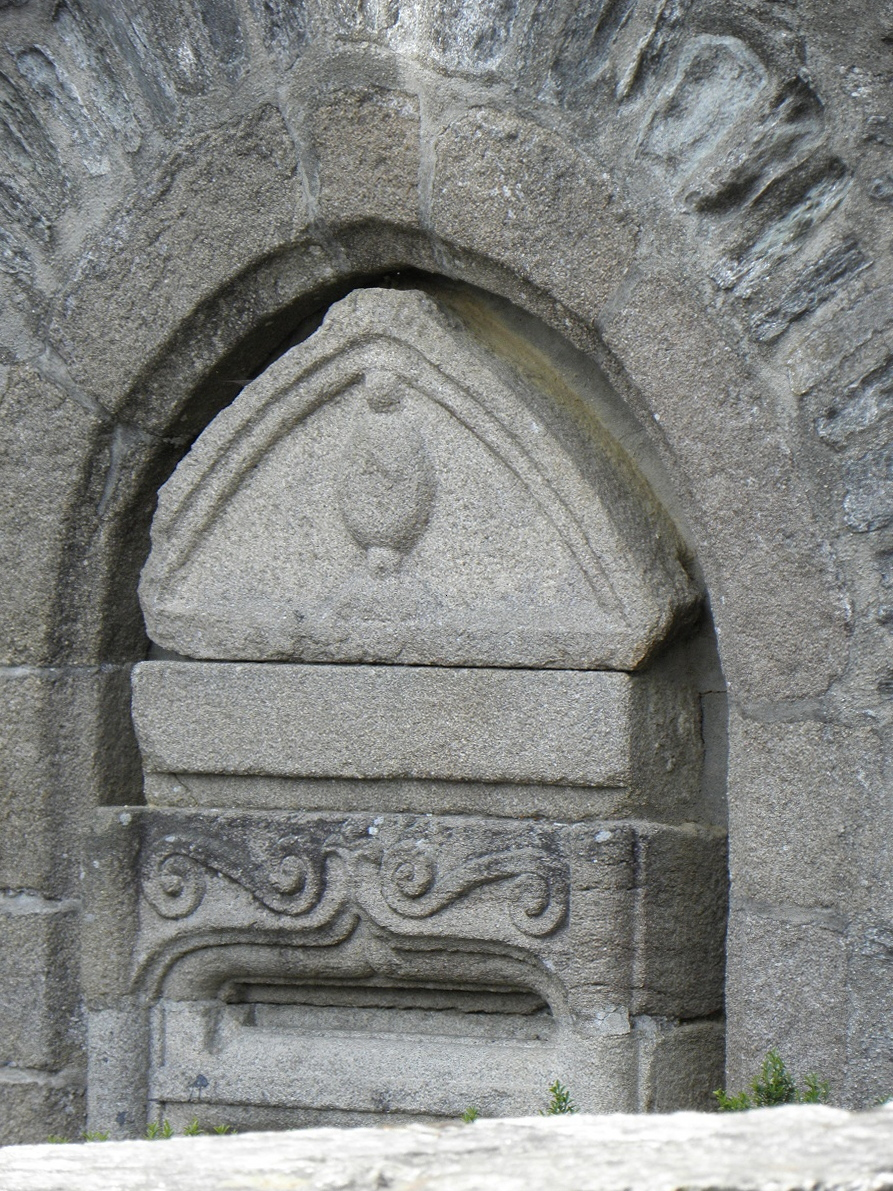
Locquirec : l'église paroissiale Saint-Jacques, détail du transept sud

## Historique
L'église de Locquirec a bénéficié à l'époque moderne de plusieurs fondations et de plusieurs confréries : celle du Rosaire existait depuis au moins 1674.
L'édifice est classé au titre des monuments historiques le 27 mars 1914.